# Hrabivka, Jîtomîr
Hrabivka (în ucraineană Грабівка) este un sat în comuna Turoveț din raionul Jîtomîr, regiunea Jîtomîr, Ucraina.
Localitatea face parte din regiunea istorică Volânia, iar după tratatul de pace de la Riga din 1921 a devenit parte a Uniunii Sovietice.

## Demografie
Componența lingvistică a localității Hrabivka
     Ucraineană (80,95%)
     Rusă (19,05%)
Conform recensământului din 2001, majoritatea populației localității Hrabivka era vorbitoare de ucraineană (80,95%), existând în minoritate și vorbitori de rusă (19,05%).